# The Sandman
«Песочный человек» (англ. The Sandman) — серия комиксов, созданная по сценарию Нила Геймана. Выпуском комикса занималась компания Vertigo, принадлежащая издательству DC Comics.
The Sandman был одним из ведущих изданий Vertigo, доступным в виде серии из 10 томов в мягком переплете. Также он был переиздан в виде четырёхтомника с обновленными иллюстрациями в твердом переплете и со слипкейсом. Приветствуемый критиками, The Sandman был единственным комиксом, получившим премию World Fantasy Award, а также одним из нескольких комиксов вошедших в список бестселлеров New York Times вслед за Watchmen и The Dark Knight Returns. Являлся одним из пяти комиксов вошедших в список журнала Entertainment Weekly «100 лучших произведений с 1983 по 2008 год», заняв 46 место. Норман Мейлер описывал серию, как «комикс для интеллектуалов».
Компания «Комикс-Арт» объявила о приобретении лицензии на российское издание графического романа «The Sandman», и 15 ноября 2010 года вышел первый том.

## История публикации
Создание The Sandman началось с идеи возрождения одноименной серии комиксов 1974—1976 годов издательства DC Comics, иллюстрированной Джеком Кёрби и Эрни Чуа по сценарию Джо Саймона и Майкла Флейшера. Работая над минисерий «Чёрная орхидея», Нил Гейман планировал включить в первый выпуск сцену с участием Песочного человека, созданного Кёрби, Зверюгу (Brute), Шара (Globe) и братьев Каина и Авеля. Эта сцена не была использована, поскольку Рой Томас ввел Песочного человека и его помощников в комикс Infinity, Inc., Гейман начал обдумывать сюжеты новых серий, о которых рассказал редактору DC Карен Бергер. И хотя спустя несколько месяцев Бергер предложила ему начать работу над одним из проектов, он не был уверен, что его идея о Песочном человеке будет принята. Тем не менее неделей позже Бергер спросила у Геймана, заинтересован ли он в создании серии The Sandman. Согласно воспоминаниям Геймана, он сразу же согласился, но поинтересовался, есть ли какой-либо подвох. Требованием Бергер являлось создание абсолютно нового персонажа по имени Песочный человек. В остальном же автор получал полную творческую свободу.

### The Sandman
Все десять томов включают в себя полное содержание выпусков серии.
- Preludes and Nocturnes (Прелюдии и ноктюрны) (выпуски The Sandman #1-8, 1988—1989, ISBN 1-56389-011-9)

Морфей, Повелитель Снов, в результате тайного ритуала оказывается пленен некими оккультистами. Спустя 70 лет с момента заточения, Сну удается сбежать из плена. Ему предстоят поиски трех утраченных магических инструментов: шлема, сумки с песком и рубина.
- The Doll's House (Кукольный домик) (выпуски The Sandman #9-16, 1989—1990, ISBN 0-930289-59-5)

Король Снов продолжает разбираться с проблемами своего королевства, возникшими во время его заключения. Параллельно рассказывается история молодой женщины Розы Уокер, которая ищет своего младшего брата.
- Dream Country (Страна Снов) (выпуски The Sandman #17-20, 1990, ISBN 1-56389-016-X)

В этом томе рассказываются четыре независимые истории: о плененной музе Каллиопе, вынужденной сочинять новые истории; о том, что видят кошки во сне; о создании пьесы Шекспира Сон в летнюю ночь; о меняющем форму бессмертном существе, жаждущем смерти.
- Season of Mists (Пора туманов) (выпуски The Sandman #21-28, 1990—1991, ISBN 1-56389-041-0)

Люцифер покидает преисподнюю и оставляет Сну ключ от своих владений. Морфей должен решить, кто станет новым владыкой ада.
- A Game of You (Игра в тебя) (выпуски The Sandman #32-37, 1991—1992, ISBN 1-56389-089-5)

Девушка Барби узнает, что её детские мечты воплотились в реальность. Она отправляется в вымышленный ею мир, чтобы спасти его от некой ужасной Кукушки.
- Fables and Reflections (Притчи и отражения) (выпуски The Sandman #29-31, 38-40, 50, Sandman Special #1 и рассказ из антологии Vertigo Preview #1, 1991—1993, ISBN 1-56389-105-0)
- Brief Lives (Краткие жизни) (выпуски The Sandman #41-49, 1992—1993, ISBN 1-85286-577-6)
- Worlds' End (У Конца Миров) (выпуски The Sandman #51-56, 1993, ISBN 1-4176-8617-0)
- The Kindly Ones (Милостивые) (выпуски The Sandman #57-69 и рассказ из антологии Vertigo Jam #1, 1993—1995, ISBN 1-56389-204-9)

Локи, бог обмана и лжи, вместе с эльфом Робином Добрым Малым обманом натравливает на Короля Снов смертную женщину Ипполиту Холл, которая, думая, что Морфей убил ее сына, заручается поддержкой фурий, древних богинь мести, и начинает уничтожать Царство Сна.
- The Wake (Бдение) (выпуски The Sandman #70-75, 1995—1996, ISBN 1-56389-287-1)

### Absolute Editions
- Absolute Sandman, Vol. 1 (выпуски The Sandman #01-20, Nov 2006). ISBN 1-4012-1082-1
- Absolute Sandman, Vol. 2 (выпуски The Sandman #21-39, Oct 2007). ISBN 1-4012-1083-X
- Absolute Sandman, Vol. 3 (выпуски The Sandman #40-56, Jun 2008). ISBN 1-4012-1084-8
- Absolute Sandman, Vol. 4 (выпуски The Sandman #57-75, Nov 2008). ISBN 1-4012-1085-6

## Спин-оффы
- Death: The High Cost of Living (1993) — минисерия из трех выпусков, написанная Нилом Гейманом. Главным героем здесь выступает Смерть, старшая сестра Морфея. События серии развиваются примерно девять месяцев спустя пятого тома A Game of You[10].
- Sandman Mystery Theatre (1993—1999) — серия из 70 выпусков, написанная Мэттом Вагнером и Стивеном Т. Сиглом. В ней представлен «Песочный человек Золотого Века» (англ. Golden Age Sandman) Уэсли Доддс. Этот персонаж был восстановлен ввиду популярности основной серии Геймана. Оба Песочных человека встречаются в Sandman Midnight Theatre (1995).
- The Children’s Crusade (1993—1994) — кроссовер из семи частей. Главные действующие лица — Чарльз Роуленд и Эдвин Пейн, Мертвые Мальчики Детективы (англ. Dead Boy Detectives).
- Sandman Midnight Theatre (1995)
- Death: The Time of Your Life (1996) — минисерия из трех выпусков, написанная Гейманом и вновь посвященная Смерти.
- The Sandman: Book of Dreams (1996)
- The Dreaming (1996—2001)
- Vertigo: Winter’s Edge (1997, 1998, 1999)
- The Sandman Presents (1999—2004) — собрание минисерий, созданных различными художниками, с участием второстепенных персонажей из The Sandman.

1. Lucifer (1999) (3 выпуска)
2. Love Street (1999) (3 выпуска)
3. Petrefax (2000) (4 выпуска)
4. Merv Pumpkinhead, Agent of Dream (2000) (1 выпуск)
5. Everything You Always Wanted To Know About Dreams…But Were Afraid To Ask (2001) (1 выпуск)
6. The Dead Boy Detectives (2001) (4 выпуск)
7. The Corinthian (2001—2002) (3 выпуск)
8. The Thessaliad (2002) (4 выпуска)
9. The Furies (2002) (2 выпуска)
10. Bast (2003) (3 выпуска)
11. Taller Tales (2003)
12. Thessaly: Witch for Hire (2004) (4 выпуска)
13. Marquee Moon (написано в 1997 году, издано онлайн в 2007 году)

- Destiny: A Chronicle of Deaths Foretold (1997)
- The Sandman: The Dream Hunters (1999) — рассказ Нила Геймана с иллюстрациями Ёситаки Амано, основанный на совмещении элементов китайского и японского фольклора с мифологией комикса The Sandman. Был номинирован на Премию Хьюго в 2000 году[11].
- The Sandman Companion (2000)
- The Little Endless Storybook (2001)
- Lucifer (2001—2006)[12]
- Sandman: Endless Nights (2003)
- Death: At Death’s Door (2003)
- The Dead Boy Detectives (2005)
- The Brave and the Bold: The Lords of Luck и The Brave and the Bold: The Book of Destiny (2007—2008)
- The Sandman: The Dream Hunters (2008—2009) — минисерия из четырёх комиксов, основанная на одноименном рассказе. Адаптирована Филлипом Крейгом Расселлом.
- House of Mystery (2008—2011)
- Delirium’s Party (2011)
- The Sandman: Overture (2013—2015)

## Экранизация

### Фильм
На протяжении поздних 1990-х в Warner Bros., материнской компании DC Comics, возникали планы киноадаптации комикса. Вследствие успеха фильма «Криминальное чтиво», Роджер Эвери был привлечен к написанию сценария совместно с Тедом Эллиотом и Терри Россио.
В 2001 году развитие проекта приостановилось. На комик-коне 2007, Гейман заметил : «Лучше я не увижу никакого Песочного человека в кино, чем увижу его в плохом кино. Но мне кажется, что придет время для этого фильма. Нам просто нужен кто-то, кто будет так же одержим оригинальной историей, как Питер Джексон Властелином колец или Сэм Рейми Человеком-пауком.» Нил Гейман так же утверждал, что был бы рад увидеть в роли режиссёра Терри Гиллиама.
В 2013 году, Президент DC Дайан Нельсон говорит, что Песочный Человек будет обладать такой же разнообразной богатой вселенной, как Гарри Поттер. Сценаристом будущей картины нанят Джек Торн. Дэвид Гойер рассказал в интервью, что на данный момент студия очень довольна сценарием к этому фильму.
В 2017 году в Британии вышел короткометражный и фанатский фильм Черный песок: История Песочного человека.

### Сериал
В сентябре 2010 года стало известно о том, что компания Warner Bros приобретает права у издательства DC Comics на экранизацию комикса Нила Геймана «Песочный человек». Одновременно кинокомпания начала переговоры с различными авторами и производителями для телевизионной адаптации комикса. Одним из претендентов на постановку был назван Эрик Крипке, создатель сериала Сверхъестественное.

## Награды
| Награды и номинации | Награды и номинации      | Награды и номинации                       | Награды и номинации                  | Награды и номинации |
| Год                 | Награда                  | Категория                                 | Номинант                             | Результат           |
| ------------------- | ------------------------ | ----------------------------------------- | ------------------------------------ | ------------------- |
| 1990                | Премия Харви             | Лучший писатель                           | Нил Гейман                           | Номинация           |
| 1990                | Премия Харви             | Лучшее продолжение или ограниченная серия | The Sandman                          | Номинация           |
| 1991                | Всемирная премия фэнтези | Лучший рассказ                            | The Sandman #19, «Сон в летнюю ночь» | Победа              |
| 1991                | Премия Харви             | Лучший писатель                           | Нил Гейман                           | Победа              |
| 1991                | Премия Харви             | Лучшее продолжение или ограниченная серия | The Sandman                          | Номинация           |
| 1992                | Премия Харви             | Лучший каллиграф                          | Тодд Клейн                           | Победа              |
| 1992                | Премия Харви             | Лучший писатель                           | Нил Гейман                           | Победа              |
| 1992                | Премия Харви             | Лучшее продолжение или ограниченная серия | The Sandman                          | Номинация           |
| 1993                | Премия Харви             | Лучший писатель                           | Нил Гейман                           | Номинация           |
| 1994                | Премия Харви             | Лучший писатель                           | Нил Гейман                           | Номинация           |
| 1995                | Премия Харви             | Лучший каллиграф                          | Тодд Клейн                           | Победа              |
| 1995                | Премия Харви             | Лучший писатель                           | Нил Гейман                           | Номинация           |
| 1996                | Премия Харви             | Лучший писатель                           | Нил Гейман                           | Номинация           |